# 1186
| 1186               |
| ------------------ |
| Dødsfald - Fødsler |
|                    |

| Gregoriansk kalender | 1186 MCLXXXVI           |
| Ab urbe condita      | 1939                    |
| Armensk kalender     | 635 ԹՎ ՈԼԵ              |
| Kinesiske kalender   | 3882 – 3883 乙巳 – 丙午 |
| Etiopisk kalender    | 1178 – 1179             |
| Jødisk kalender      | 4946 – 4947             |
| Hindukalendere       |                         |
| - Vikram Samvat      | 1241 – 1242             |
| - Shaka Samvat       | 1108 – 1109             |
| - Kali Yuga          | 4287 – 4288             |
| Iransk kalender      | 564 – 565               |
| Islamisk kalender    | 582 – 583               |

Konge i Danmark: Knud 6. 1182-1202
Se også 1186 (tal)

## Begivenheder
- Landsbyen Virum nævnes første gang, da Absalon gav landsbyen til Roskilde Domkirke.
- Bagsværd nævnes første gang, da som "Barsuerthe".[1]